# Торф'яна електроустановка
Торф'яна електроустановка — підстанції (стаціонарні та пересувні), повітряні та кабельні лінії електропередачі і приєднана до них електрична частина електрифікованих машин для підготовки торф'яних родовищ, видобутку, сушіння, збирання і вантаження торфу.
Територією торф'яного підприємства вважають територію, закріплену за підприємством, у межах його перспективного розвитку. Територія торф'яного підприємства, за винятком робочих селищ, сіл і залізничних станцій, належить до ненаселеної місцевості.